# Chrysopilus androgynus
Chrysopilus androgynus är en tvåvingeart som beskrevs av Paramonov 1962. Chrysopilus androgynus ingår i släktet Chrysopilus och familjen snäppflugor. Inga underarter finns listade i Catalogue of Life.